# 天主教薩拉熱窩總教區
天主教薩拉熱窩總教區（拉丁語：Archidioecesis Vrhbosnensis o Seraiensis）是波斯尼亞和黑塞哥維那一個羅馬天主教總教區，下轄四個教區，其中一個位於北馬其頓。1881年7月5日升為總教區。
總教區管轄範圍包括波斯尼亞東北部，教座位於首都薩拉熱窩；2010年時有教友198,012人（估轄區人口10.1%）、151個堂區和346名司鐸。現任總主教為雲先·普利奇樞機，助理總主教為多默·武克希奇，榮休輔理主教為伯多祿·蘇達爾。